# Bennett Platform
La Bennett Platform (in lingua inglese: Piattaforma Bennett), è una alta mesa antartica, quasi piatta e priva di neve, costituita da roccia scura, lunga 9 km e larga 5 km, situata subito a est del Monte Black, sul fianco occidentale del Ghiacciaio Shackleton, nei Monti della Regina Maud, in Antartide.
La piattaforma fu avvistata per la prima volta e fotografata nel corso dell'Operazione Highjump (1946–47) della U.S. Navy, durante i voli del 16 febbraio 1947.
La denominazione è stata assegnata dall'Advisory Committee on Antarctic Names (US-ACAN) in onore di Floyd Bennett, copilota sul volo verso il Polo Sud compiuto nel maggio 1926 dall'esploratore polare statunitense Byrd, nel fallito tentativo di raggiungere il Polo Sud via aereo.